# David Leigh (Schwimmer)
David William Leigh (* 22. Dezember 1956) ist ein ehemaliger britischer Schwimmer. Er gewann eine Bronzemedaille bei Weltmeisterschaften und zwei Bronzemedaillen bei Europameisterschaften. Bei Commonwealth Games erhielt er je eine Gold-, Silber- und Bronzemedaille.

## Karriere
Seine ersten großen internationalen Meisterschaften bestritt Leigh bei den British Commonwealth Games 1974 in Christchurch. Der für England startende Leigh siegte über 100 Meter Brust vor dem Schotten David Wilkie und dem zweiten Engländer Paul Naisby. Über 200 Meter Brust gewann Wilkie vor Leigh und Naisby. In der Lagenstaffel siegten die Kanadier vor den Australiern, dahinter schlug die englische Staffel vor den Schotten an. Colin Cunningham, David Leigh, Stephen Nash und Brian Brinkley erhielten die Bronzemedaille. Im August 1974 bei den Europameisterschaften in Wien gewann Nikolai Pankin den Wettbewerb über 100 Meter Brust vor Walter Kusch aus der Bundesrepublik Deutschland. 0,13 Sekunden hinter Kusch erkämpfte Leigh die Bronzemedaille. Über 200 Meter Brust erhielt Wilkie die Goldmedaille vor Pankin und Leigh.
Im Jahr darauf bei den Weltmeisterschaften 1975 in Cali gewann David Wilkie über 100 Meter Brust vor dem Japaner Nobutaka Taguchi und David Leigh. Dahinter schlugen Richard Colella aus den Vereinigten Staaten sowie Pankin und Kusch an. Diese sechs Schwimmer erreichten auch über 200 Meter Brust die ersten sechs Plätze. Wilkie siegte vor Colella und Pankin. dahinter folgten mit deutlichem Abstand Kusch, Leigh und Taguchi. Bei den Olympischen Spielen 1976 in Montreal fand zunächst der Wettbewerb über 100 Meter Brust statt. Leigh schied im Halbfinale als 13. aus. Im Finale wurde Wilkie Zweiter und mit Duncan Goodhew erreichte der zweitbeste Brite den siebten Platz. Über 200 Meter Brust wurde David Wilkie Olympiasieger. David Leigh verfehlte als 16. der Vorläufe klar die Endlaufteilnahme. Der dritte Brite war Paul Naisby, er wurde im Vorlauf disqualifiziert.